# Friesenmuseum

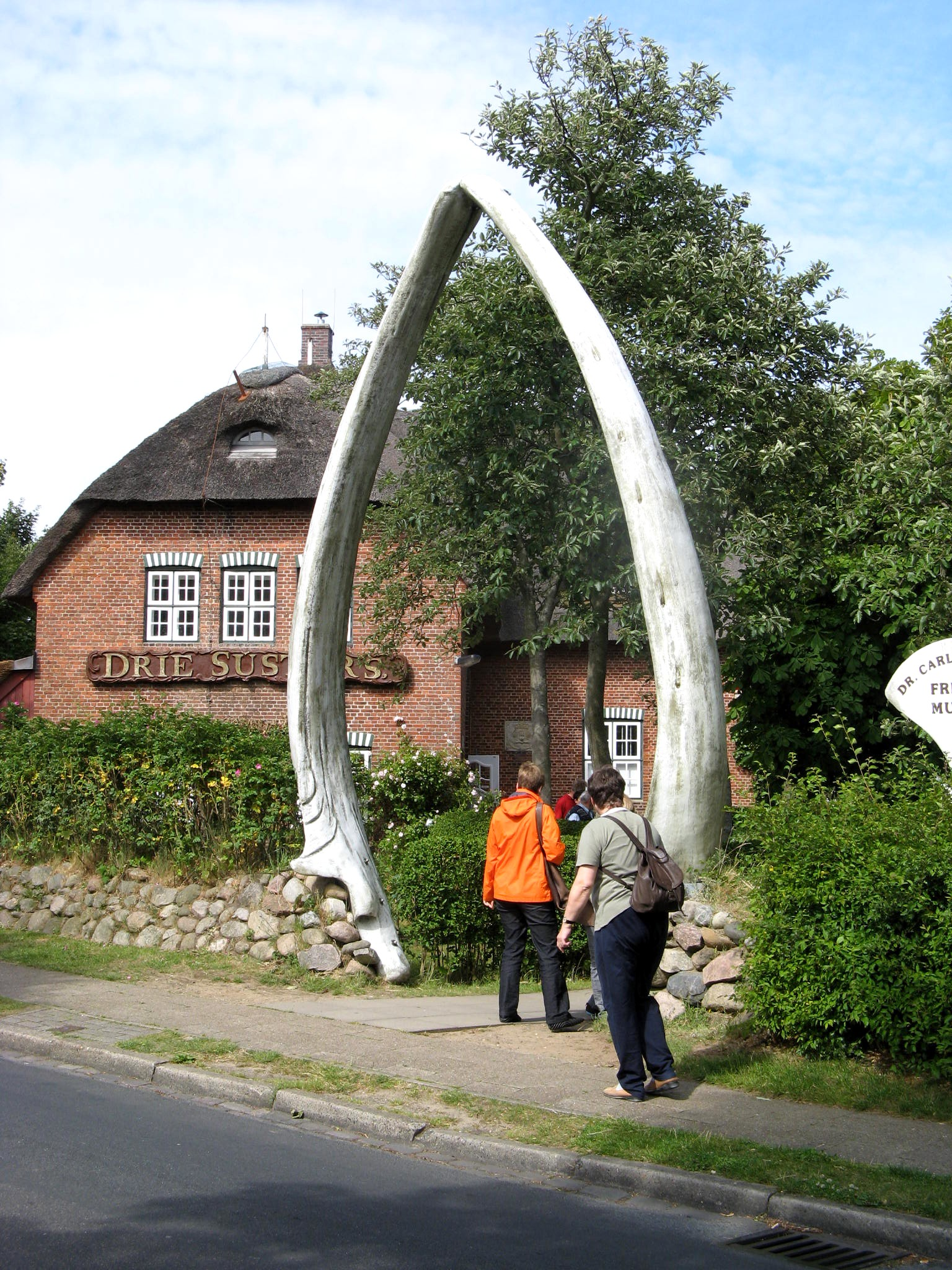
Eingang mit Haupthaus

Das Dr.-Carl-Haeberlin-Friesenmuseum Wyk auf Föhr (auch Friesenmuseum der Insel Föhr, kurz Friesenmuseum genannt) ist ein naturkundliches und ethnologisches Museum, das zudem einen Schwerpunkt auf der Geschichte Nordfrieslands und  der Insel Föhr hat. Es hat seinen Sitz in Wyk auf Föhr.

## Geschichte
Das Museum wurde 1908 erbaut. Dies geschah auf Initiative des Arztes Carl Haeberlin, dem in Indien geborenen Sohn einer evangelischen Missionarsfamilie, und Vorsitzenden des 1902 gegründeten Föhrer Naturwissenschaftlich-kulturhistorischen Vereins. Dieser war im selben Jahr auf die Nordsee-Insel Föhr gekommen. Bei der Zusammenstellung der Ausstellungsstücke konnte er auf einen Grundstock von Exponaten zurückgreifen, die der Lehrer Philippsen aus Utersum zusammengetragen hatte. Eine weitere Unterstützung bedeutete auch das Engagement des Naturwissenschaftlich-kulturhistorischen Vereins.
Im Jahr 2008 konnte das hundertjährige Bestehen des Museums gefeiert werden.

## Ehrung
Das Museum ehrte bereits 1927 seinen Gründer durch die Aufnahme seines Namens in den Museumsnamen. Zudem ist an zentraler Stelle im Museum, am Treppenaufgang zum 1. Obergeschoss ein repräsentatives Ölgemälde von Haeberlin angebracht; im Bildführer durch das Museum wird sein Wirken ausführlich hervorgehoben und gewürdigt.

## Gebäude
Bei dem Neubau des Museums handelte es sich um Gebäude des Hamburger Architekten Heinrich Bomhoff. Dieser hatte das Inselmuseum in Übereinstimmung mit der traditionellen Bauweise auf Föhr als Backsteingebäude mit Reetdach entworfen. Die beiden Eingänge zum Grundstück des Museums werden je von zwei Walkieferknochen überwölbt.

## Erweiterungen
In den folgenden Jahren gelang es Haeberlin durch rastlose Sammel- und Forschertätigkeit den Fundus des Museums dergestalt zu vergrößern, dass mehrfach Erweiterungen des Baus notwendig wurden. Ein inzwischen gegründeter Museumsverein konnte in den Jahren 1933, 1936 und 1951 bauliche Erweiterungen am Museum durchführen.

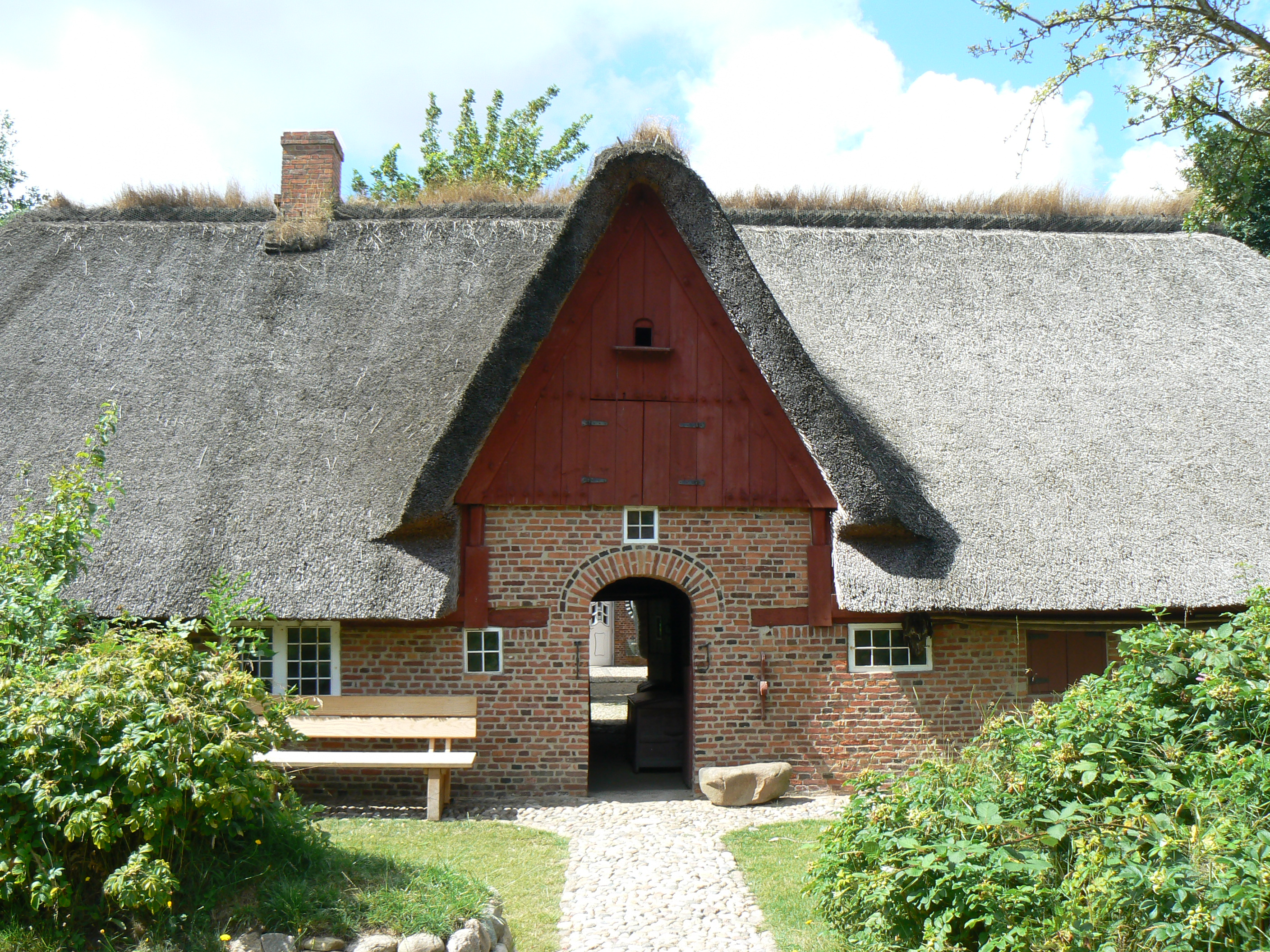
Haus Olesen im Friesenmuseum

1927 war es Haeberlin bereits gelungen, das älteste datierte Haus von Föhr, das Haus Olesen aus dem Baujahr 1617 von Alkersum nach Wyk zu holen und auf dem Museumsgrundstück aufbauen zu lassen. In ihm ist bis heute die zusammengetragene Einrichtung eines Bauernhauses zu sehen, in dem Menschen und Tiere auf engem Raum zusammen leben.
Im Jahr 1967/68 konnte ein weiterer Gebäudeteil zur Aufnahme der umfangreichen Bibliothek angegliedert werden.
Eine weitere Bereicherung bedeutete der Aufbau der Midlumer Scheune im Jahr 2000. Hier wird die landwirtschaftliche Seite Föhrs gezeigt, unter anderem das Dreschen und Lagern des Korns, dort sind auch landwirtschaftliche Geräte ausgestellt.

## Träger
Nach dem Tod des Gründers im Jahr 1954 lag die Verantwortung für das Museum bis 1981 ausschließlich in den Händen des Museumsvereins.
Zur Sicherung des Gebäudes und der Sammlungen wurde das Museum im Jahr 1981 dem Kreis Nordfriesland übereignet. Die Stiftung Nordfriesland mit Sitz in Husum betreut seitdem das Museum.

## Sammlungen
- Geologie – geologische, tierische und pflanzliche Funde, Versteinerungen
- Vorgeschichte – Funde auf Föhr seit der Steinzeit
- Tiere, Pflanzen, Fischerei und Jagd mit Schwerpunkt des Wattenmeers
- Seebad Wyk – Bilder und Modelle aus der Anfangszeit des Kurbades
- Handwerk, Handel und Gewerbe – eine komplett eingerichtete Goldschmiedwerkstatt, alte Handwerkzeuge
- Seefahrt – Schiffsmodelle, Gemälde, Galionsfiguren, Nachlasssachen von Kapitänen, Walfang, eine nachgebaute Kapitänskajüte
- Volkskunde – Friesentum: Sprache, Bräuche, Traditionen, Trachten und Schmuck, häusliches Leben, ein nachgebauter Pesel
- Sturmfluten und Bedeichung
- Föhrer Auswanderer in die Vereinigten Staaten von Amerika, Photos, Utensilien, Statistiken
- Schule und Kirche, Hausbau, Fliesen, Grabsteine, Hausverzierungen
- Haus Olesen – Leben, Einrichtung und typisches Handwerkszeug auf Föhr
- Midlumer Scheune – Bäuerliches Arbeiten

## Das Museum in der Kunst
In Cornelia Funkes Buch Die wilden Hühner auf Klassenfahrt spielt ein Kapitel auf Föhr, wo die Klasse auch das Friesenmuseum besucht.